# Lagoa do Piató
A lagoa do Piató é uma lagoa do Rio Grande do Norte, Brasil. Situa-se no vale do Baixo Assú, no interior da Floresta Nacional de Açu, na margem esquerda do rio Piranhas, Açu, Rio Grande do Norte, localizada entre as coordenadas geográficas de 37° long. W.G. e 5° 30’ lat. S. com aproximadamente 18 km de extensão máxima e um volume de água de 96 milhões de metros cúbicos. Já foi considerada uma das lagoas mais piscosas (abundante em peixes) do Rio Grande do Norte. Como tal era submetida à intensa exploração pesqueira com um núcleo de vida de grande riqueza e diversidade de organismos nos seus diferentes subsistemas. A variedade de subsistemas identificados nessa lagoa dependia da expansão do espelho de água por ocasião das grandes enchentes. No período chuvoso, a água expandia-se consideravelmente, invadindo as áreas de carnaúbas, possibilitando temporariamente a integração do sistema hídrico e paisagístico circundante.
A lagoa era abastecida naturalmente pelo rio Piranhas até à construção da Barragem Armando Ribeiro. Desde então está sujeita a secas regulares, as últimas das quais ocorreram emnovembro de 1999 e dezembro de 2014.